# Skynyrd's First and... Last
Skynyrd's First and... Last album sastava Lynyrd Skynyrd kojega mnogi fanovi sastava smatraju esencijalnim, pogotovu jer je sadržavao do tada neobjavljene pjesme. Preimenovan je 1998. u Skynyrd's First: The Complete Muscle Shoals Album uz dodatak osam pjesama, od kojih je šest do tada bilo neobjavljeno.

## Popis pjesama
1. "Down South Jukin'" - 2:12
2. "Preacher's Daughter" - 3:39
3. "White Dove" - 2:56
4. "Was I Right or Wrong" - 5:21
5. "Lend a Helpin' Hand" - 4:24
6. "Wino" - 3:15
7. "Comin' Home" - 5:30
8. "The Seasons" - 4:09
9. "Things Goin' On" - 5:10

## Popis pjesama izdanja iz 1998.
1. "Free Bird" - 7:27
2. "One More Time"  - 5:04
3. "Gimme Three Steps" - 4:09
4. "Was I Right or Wrong" - 5:21
5. "Preacher's Daughter" - 3:39
6. "White Dove" - 2:56
7. "Down South Jukin'" - 2:14
8. "Wino" - 3:16
9. "Simple Man" - 5:24
10. "Trust" - 4:14
11. "Comin' Home" - 5:30
12. "The Seasons" - 4:09
13. "Lend a Helpin' Hand" - 4:24
14. "Things Goin' On" - 5:10
15. "I Ain't the One" - 3:36
16. "You Run Around" - 5:39
17. "Ain't Too Proud to Pray" - 5:26

## Osoblje
Lynyrd Skynyrd
- Ronnie Van Zant - glavni vokali
- Allen Collins – gitara
- Gary Rossington – gitara
- Billy Powell – klavijature
- Greg T. Walker - bas-gitara
- Leon Wilkeson – bas-gitara
- Ed King - bas-gitara
- Rickey Medlocke - vokail, bubnjevi
- Bob Burns - bubnjevi